# Collectief Vraagafhankelijk Vervoer

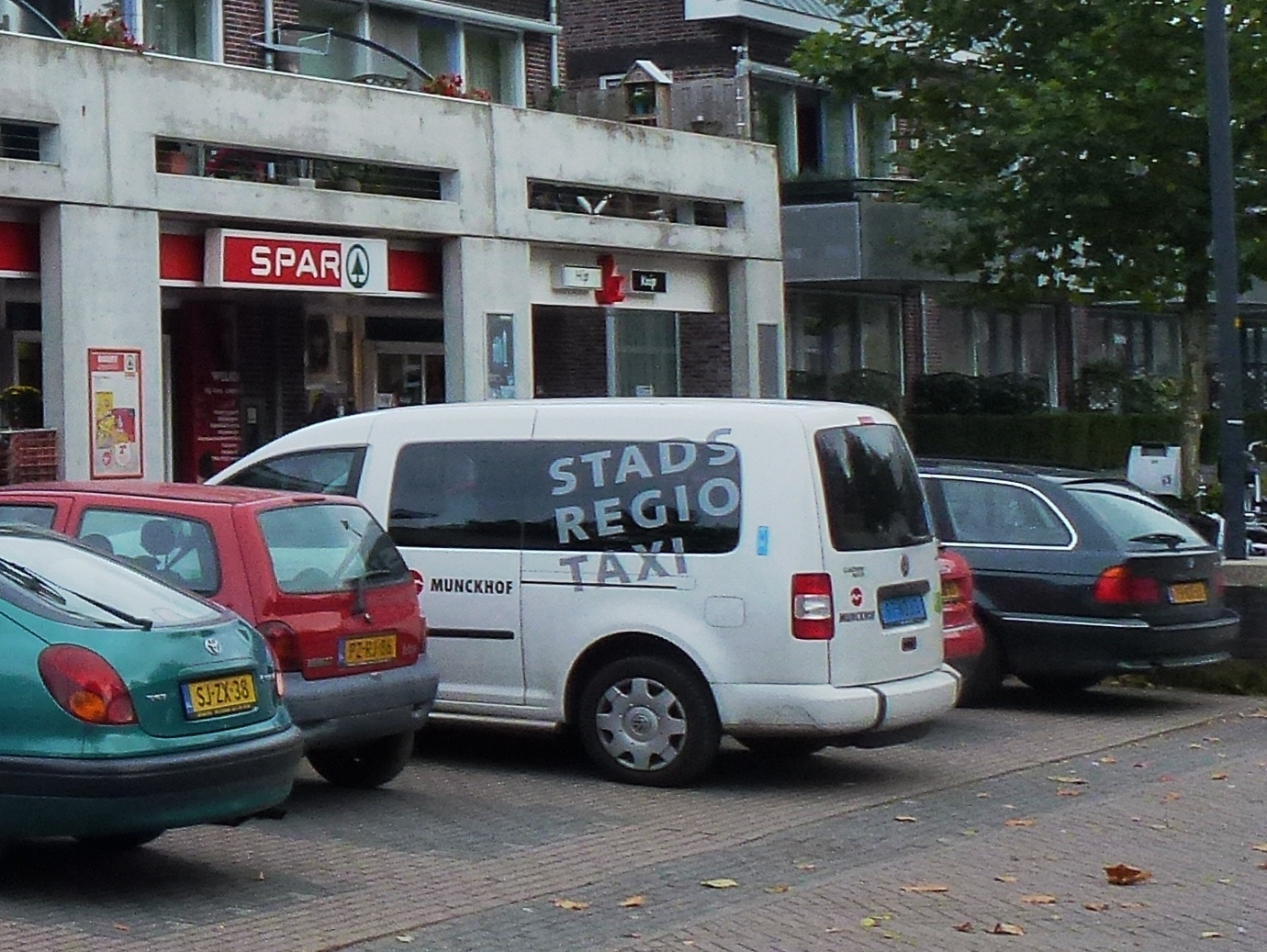
Een Regiotaxi in Leuth, Stadsregio Arnhem Nijmegen

Collectief Vraagafhankelijk Vervoer, afgekort CVV, is in Nederland vervoer van deur tot deur op afroep met een deeltaxi.
Reizigers moeten minimaal een uur van tevoren bellen om opgehaald te worden. Bij deze reservering moet doorgaans een vertrek- en bestemmingsadres worden opgegeven. Dit kan bestaan uit plaats, huisnummer en postcode of straatnaam. Sinds begin februari 2011 is het in de gehele provincie Gelderland mogelijk om in plaats daarvan een bushalte te gebruiken. Dit is met name zinvol voor mensen die naar een voor hen onbekende plek willen reizen. Meestal geldt een onzekerheidsmarge van 10 tot 15 minuten rond het afgesproken tijdstip van ophalen. Eventueel wordt de rit gecombineerd met een rit van andere reizigers. CVV wordt veel toegepast in plattelandsgebieden, met een beperkt ov-aanbod. Meestal wordt het CVV gecombineerd met vervoer van Wmo-reizigers. Elke gemeente of regio heeft een eigen benaming (Regiotaxi, OV-taxi, etc.) met eigen reserveringsnummers, regels en tarieven. Het vervoer wordt veelal uitbesteed aan de regionale taxibedrijven.
In oktober 2003 waren er 39 verschillende CVV-concepten in gebruik die 256 van de toen 489 gemeenten bedienden. Vanaf de toepassing van Europese aanbestedingen zijn telkens meer gemeenten echter overgegaan tot het gezamenlijk aanbesteden van collectieve vervoerssystemen. Een voorbeeld hiervan is Limburg, waar in 2006 het van origine Franse bedrijf Veolia Transport Nederland het complete reguliere openbaar busvervoer, het complete collectieve (taxi)vervoer en een deel van het openbare treinvervoer heeft bemachtigd.
Bij CVV zijn de nationale vervoerbewijzen niet geldig. De tarieven zijn meestal wel gebaseerd op de strippenkaart: de reiziger betaalt aan de taxichauffeur een vast bedrag per ov-zone tussen de 1 en 1,50 euro binnen het CVV-gebied en ongeveer het drievoudige voor elke zone buiten dat gebied. Net als bij de strippenkaart, moeten reizigers een extra zone als basistarief betalen. Voor Wmo-geïndiceerden is het CVV-tarief lager: 0,45 euro, net iets minder dan de prijs van een gewone strippenkaartstrip. De subsidie voor het CVV wordt op dezelfde wijze berekend als bij het stads- en streekvervoer met exact dezelfde suppletiefactor.

## Vlaanderen
In Vlaanderen is er het 'mindermobielenvervoer' door vrijwilligers van de Mindermobielencentrale.